# أوبسين

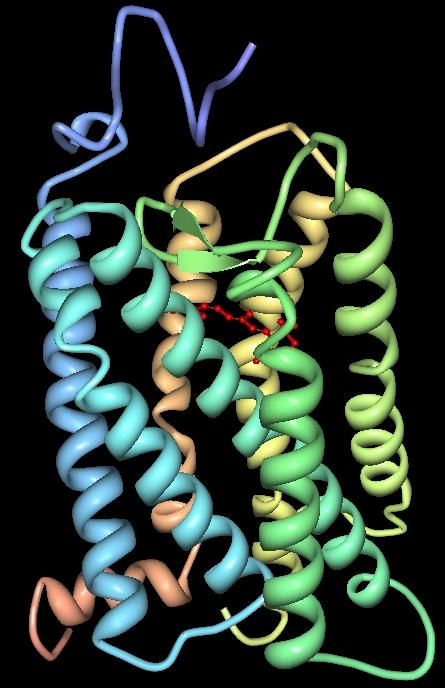
بنية مجسمة للرودوبسين. وترى 7نطاقات تخرج من الغشاء ممثلة بألوان مختلفة. ويرى الجزء الحساس للألوان معلما بالأحمر.

أوبسين (بالإنجليزية: Opsine) أو الأوبسينات هي مجموعة من مستقبلات الضوء الموجودة في العين مكونة من بروتينات الشبكية. تتكون تلك البروتينات الحساسة للضوء من نحو 35 - 55 ألف وحدة كتل ذرية وهي تكون مرتبطة في أغشية مستقبلات مقترنة بالبروتين ج.
تشترك 5 مجموعات من الأوبسينات في الرؤية، وهي تعمل على تحويل فوتون الضوء إلى إشارة كهروكيميائية؛ تلك هي الخطوة الأولى للرؤية التي تتم في شلال من عمليات نقل الصورة. كما يوجد نوع آخر من الأوبسين في شبكية الحيوانات الثديية (الثدييات) ويسمى ميلانوبسين، ووظيفته الاشتراك في الدورة الحيوية للجسم عبر 24 ساعة وانعكاس الضوء في العدسة، ولكن ليست له وظيفة في تكوين الصورة.
اثنان من مجموعات الأوبسينات: أحدهما «سكوتوبسين» أو «الأوبسين النبوتي» وهو يوجد في الخلايا النبوتية لشبكة العين وهي خاصة بالرؤية في الظلام، والمجموعة الثانية تسمى أوبسينات ضوئية «فوتوبسين» Photopsine أو أوبسينات الخلايا المخروطية في الشبكية أيضا؛ فهي توجد في الخلايا المخروطية للشبكية وهي التي ترى الألوان.

## أماكن تواجدها
يوجد الأوبسين في الحيوانات الفقرية بصفة خاصة في شبكية العين، وهو جزء أساسي في مستقبلات الضوء. بالنسبة إلى الخلايا النبوتية التي تغطي الشبكية من الداخل فهي تحتوي علي رودوبسين وتشمل نحو 90% من المحتوى البروتيني لبنيتها. وفي الخلايا المخروطية الموزعة في الشبكية فهي تحتوي على أوبسين يسمى «يودوبسين».
في الحشرات والحيوانات الأخرى من غير الفقريات والتي لها مستقبلات للضوء من نوع رابدومر فيوجد هذا البروتين في غشاء ميكروفيللي الخاص بالخلايا البصرية.

### أوبسينات خاصة بالإنسان
- رودوبسين (في الخلايا النبوتية) لونه الذاتي أرجواني وحساسيته القصوى للضوء الأخضر عند طول موجة للضوء 500 نانومتر.
- بورفيروبسين (في الخلايا المخروطية) لونه أرجواني أيضا وأكبر حساسية له للضوء الأخضر عند طول موجة 535 نانومتر.
- يودوبسين (في الخلايا المخروطية) لونه الذاتي بنفسجي وهو حساس للضوء الأصفر عند طول موجة للضوء 565 نانومتر.
- سيانوبسين (في الخلايا المخروطية) لونه الذاتي فيروزي اللون (بين الأخضر والأزرق) وله أكبر حساسية للضوء الأحمر عند طول موجة للضوء 420 نانومتر.

### الأوبسينات في الحواس الحيوية العامة
- رودوبسين  كصبغة بصرية توجد في الفقريات وغير الفقريات من الحيوانات؛ وهي تمتص الضوء بين طول موجة 492 و 502 بحسب نوع الحيوان.[3]
- يودوبسين صبغة بصرية يوجد في حواس الرؤية في في الحيوانات وهو يوجد في الشبكية: يمتص بحسب نوع الحيوان ونوع الخلايا المخروطية بين 350 نانومتر (أشعة فوق البنفسجية)، أو نحو 420 نانومتر (بنفسجي)، أو 535 نانومتر (أخضر)، أو 565 نامومتر (أصفر) أو 640 نانومتر (أحمر).[3]
- بورفيروبسين وهو صبغة بصرية في أسماك المياه العذبة ويوجد في الشبكية ويحتوي على Retinal 2 بدلا من Retinal 1 (ريتينال 1). يماثل الرودوبسين ويمتص الضوء عند طول موجة 522 نانومتر.[3]
- سيانوبسين وهو صبغة بصرية لحواس الألوان في أسماك المياه العذبة، ويحتوي مثل البورفيروبسين على Retinal 2 كحامل اللون بدلا من Retinal 1 مثلما في اليودوبسين. يمتص بصفة خاصة ضوء ذو أطوال موجة مقاربة لما يمتصه اليودوبسين.[3]
- سكوتوبسين وهو أوبسين الخلايا النبوتية؛ ويكوّن مع Retinal 1 رودوبسين.[4]
- فوتوبسين وهو أوبسين الخلايا المخروطية في الشبكية؛ يكوّن مع Retinal 1 اليودوبسين.[4]

## اقرأ أيضا
- رودوبسين
- ميلانوبسين
- دالة لمعان
- رؤية النهار ورؤية في الظلام
- ريتينال